# Statua osiriforme di Mentuhotep II
La statua osiriforme di Mentuhotep II è una scultura raffigurante l'antico faraone egizio Mentuhotep II (2061 - 2010 a.C.), della XI dinastia, che compì la grande impresa di riunire l'Egitto dopo la disgregazione del Primo periodo intermedio e inaugurò il Medio Regno (ca. 2022 a.C.). 

## Descrizione

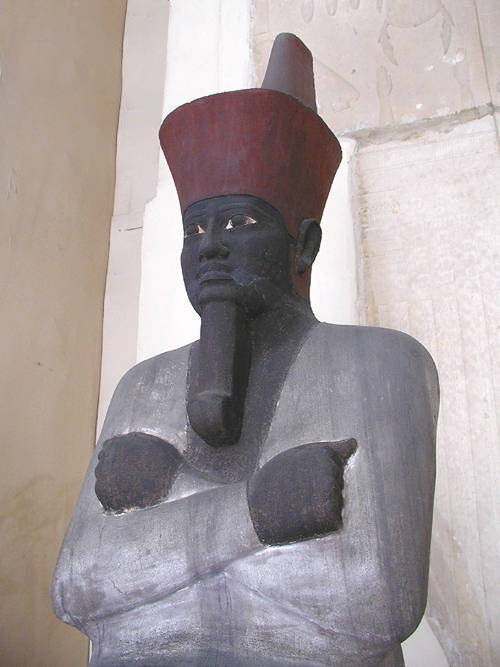
Dettaglio del busto.

La scultura è intatta. Mentuhotep II è rappresentato, assiso in trono, nelle vesti del dio Osiride (col quale il re defunto veniva tradizionalmente identificato già nelle iscrizioni funebri dell'Antico Regno); la sua pelle è ritualmente nera, il colore appunto del dio dei morti. Indossa il mantello bianco della festa giubilare sed, con la quale il Paese celebrava un ringiovanimento del sovrano a partire dal suo 30º anno di regno. Reca la corona rossa (deshret) del Basso Egitto e, al mento, una imponente barba divina arricciata (la barba arricciata era attributo di divinità o geni). Le braccia incrociate sul petto, con le mani chiuse ad impugnare scettri oggi perduti, sono un altro elemento riconducibile al mummiforme Osiride. 

Nonostante l'ampia fama e il valore storico e artistico, la si ritiene opera di un artista inesperto per quanto riguarda le proporzioni delle sculture regali assise: benché all'epoca le gambe fossero comunemente rappresentate più grandi del normale, nella statua di Mentuhotep risultano estremamente massicce, con piedi esageratamente grandi. A ciò si aggiungono la faccia dai tratti robusti, la bocca appesantita e il naso largo, segni di un'arte provinciale.

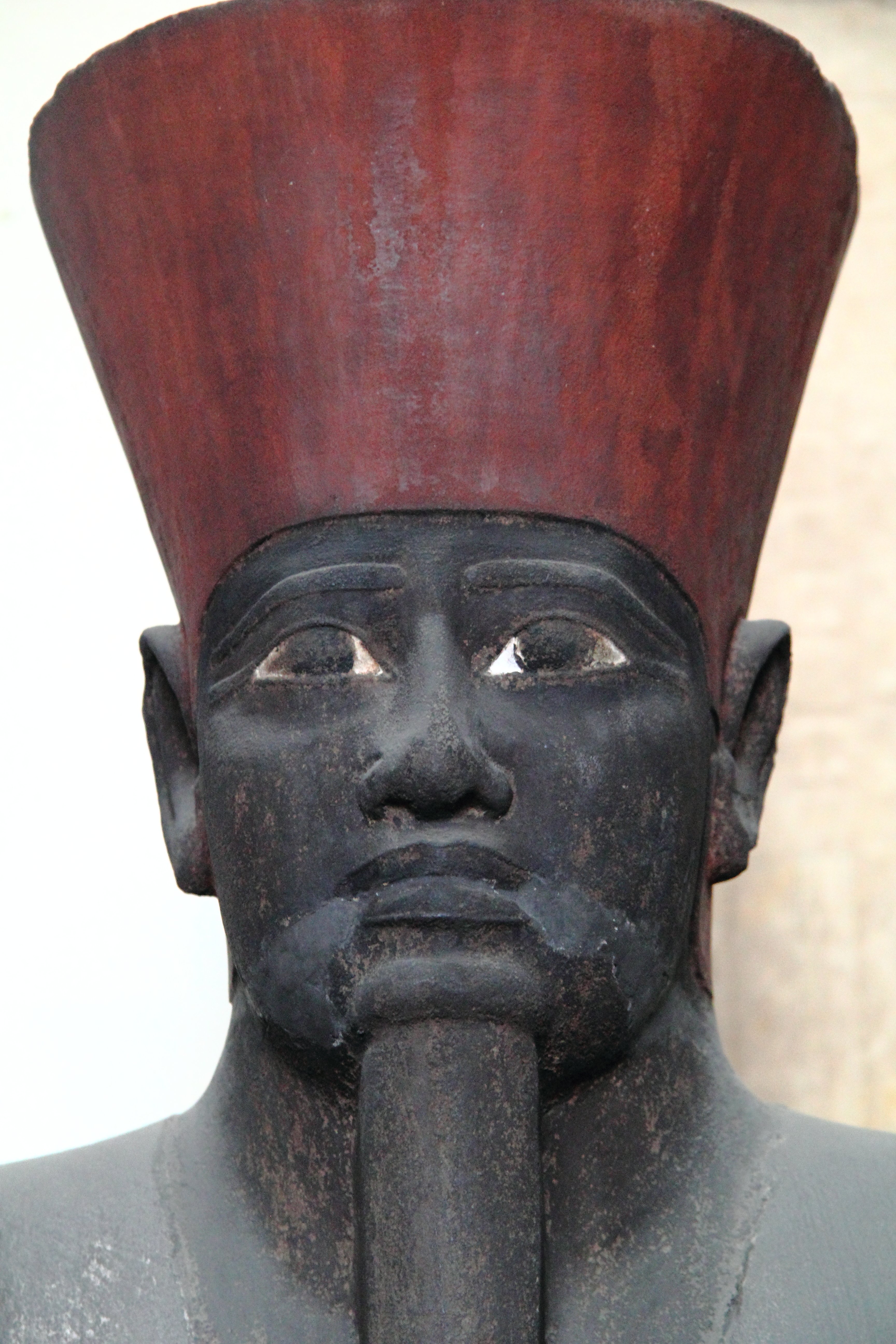
Dettaglio del volto.

## Storia

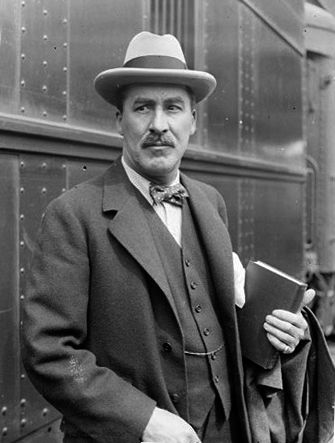
Lo scopritore, Howard Carter, nel 1924.

La statua fu sepolta, avvolta in un abito di lino, sotto al terrazzo del complesso del Tempio funerario di Mentuhotep II, nell'anfiteatro roccioso di Deir el-Bahari durante una apposita cerimonia, la natura della quale resta piuttosto oscura agli egittologi. Fu rinvenuta in una tomba di Osiride, cenotafio in cui il dio veniva simbolicamente inumato in effigie: tale camera fu forse originariamente progettata per contenere i resti mortali del re.
Fu scoperta accidentalmente nel novembre del 1898, quando il cavallo dell'archeologo britannico Howard Carter, percorrendo il pavimento dell'antico terrazzo che celava la tomba di Osiride, smosse il solaio sprofondandovi con una zampa. La fossa così rivelatasi, soprannominata Bab el-Hosan (Porta del Cavallo), portò alla scoperta di una camera intatta, contenente la statua di Mentuhotep II avvolta nel lino, un sarcofago vuoto, vasellame e barchette in legno. Come ha scritto Zahi Hawass: 
(Zahi Hawass)
Da allora è conservata al Museo egizio del Cairo, con la sigla d'inventario JE 36195. 